# جائحة فيروس كورونا 2020 في سيتشوان
وصلت جائحة فيروس كورونا 2019-2020 إلى مقاطعة سيتشوان في جمهورية الصين الشعبية بتاريخ 20 شباط 2020، مع تأكيد أول حالة في اليوم التالي.

## خلفية
في 12 يناير 2020، أكدت منظمة الصحة العالمية عن ظهور فيروس كورونا المستجد كسبب للمرض التنفسي الذي أصاب مجموعة من الأشخاص في مدينة ووهان، مقاطعة خوبي، الصين، إذ أُبلغ عنهم إلى منظمة الصحة العالمية في 31 ديسمبر 2019. كانت نسبة الوفيات بين الحالات المُشخصة بكوفيد-19 أقل بكثير من جائحة فيروس سارس في عام 2003، لكن انتقال العدوى كان أكبر، والوفيات أيضًا.

## الجدول الزمني للوباء
| المنطقة                                                                          | حالات قائمة | حالات مؤكدة | وفيات | حالات التعافي |
| سيتشوان                                                                          | 21          | 539         | 3     | 515           |
| -------------------------------------------------------------------------------- | ----------- | ----------- | ----- | ------------- |
| تشينغدو                                                                          | 19          | 144         | 3     | 122           |
| غارزي ‏                                                                           | 2           | 78          | 0     | 76            |
| بازونغ                                                                           | 0           | 24          | 0     | 24            |
| ميانيانغ                                                                         | 0           | 22          | 0     | 22            |
| داتشو                                                                            | 0           | 42          | 0     | 42            |
| نانتشونغ                                                                         | 0           | 39          | 0     | 39            |
| جوانجان                                                                          | 0           | 30          | 0     | 30            |
| سوينينج                                                                          | 0           | 17          | 0     | 17            |
| زيانغ                                                                            | 0           | 4           | 0     | 4             |
| نيجيانغ                                                                          | 0           | 22          | 0     | 22            |
| ييبين                                                                            | 0           | 12          | 0     | 12            |
| ميشان                                                                            | 0           | 8           | 0     | 8             |
| يان                                                                              | 0           | 7           | 0     | 7             |
| لوتشو                                                                            | 0           | 24          | 0     | 24            |
| ديانغ                                                                            | 0           | 18          | 0     | 18            |
| بانتشيهوا                                                                        | 0           | 16          | 0     | 16            |
| ليانغشان ‏                                                                        | 0           | 13          | 0     | 13            |
| زيغونغ                                                                           | 0           | 9           | 0     | 9             |
| قوانغيوان                                                                        | 0           | 6           | 0     | 6             |
| ليشان                                                                            | 0           | 3           | 0     | 3             |
| نغاوا ‏                                                                           | 0           | 1           | 0     | 1             |
| اعتبارًا من 14 مارس 2020(يشمل عدد الحالات المؤكدة الحالات المتوفاة والمتشافية .） |             |             |       |               |

### كانون الثاني 2020
في الساعة الحادية عشر مساءً من يوم 20 كانون الثاني 2020 أعلنت لجنة مقاطعة سيتشوان للصحة أنه في 16 كانون الثاني تم العثور على مريض مصاب بالالتهاب الرئوي يشتبه في إصابته بفيروس كورونا جديد في تشنغدو وغوانجان، وقد جاء كلا المريضين من ووهان إلى سيتشوان. تتم معالجتهم في العزل حاليًا ومراجعة العينات ذات الصلة.
في الساعة العاشرة مساءً من يوم 21 كانون الثاني، أكدت لجنة الصحة الوطنية صحة الحالة المشتبه بإصابتها بالالتهاب الرئوي المستورد في مدينة تشنغدو. كان المريض رجلاً في الرابعة والثلاثين من عمره، عمل في ووهان ودخل المستشفى في تشنغدو يوم 11 كانون الثاني بسبب الحمى. هذه هي الحالة الأولى المؤكدة للالتهاب الرئوي بسبب فيروس كورونا الجديد في مقاطعة سيتشوان. في الساعة الواحدة من صباح يوم 22 كانون الثاني، تم تأكيد حالة غوانجان أيضًا. بالإضافة إلى ذلك، كانت هنالك 3 حالات مشتبه بإصابتها في تشنغدو وسيتشوان وحالتين مشتبه فيهما في ميانيانغ.
في الساعة الربعة مساءً يوم 22 كانون الثاني، أفادت لجنة مقاطعة سيتشوان للصحة أن هناك 3 حالات مؤكدة جديدة، وما مجموعه 5 حالات مؤكدة (بما في ذلك حالتان في تشنغدو، وحالتان في ميانيانغ، وحالة واحدة في غوانجان)، وحالتان مشتبه بهما (جميعها في تشنغدو). تم تشخيص جميع الأشخاص السبعة المذكورين أعلاه وعلاجهم في مؤسسات طبية محددة ذات ظروف مستقرة. تم إجراء الإشراف الطبي عن طريق الاتصال القريب، ولا يوجد حاليًا أي اعتلالات مثل الحمى.
في 3 شباط، أفادت لجنة مقاطعة سيتشوان للصحة أنه تم تأكيد 23 حالة جديدة في مقاطعة سيتشوان. من بينهم المريض «هو» البالغ من العمر 69 عامًا من تيانكان في مدينة يان الذي أخفى عمداً حقيقة العودة إلى مدينة يان عبر هانكو، ووهان. وقد كان في الخارج عدة مرات، وكان على اتصال وثيق مع أكثر من 100 شخص وأكثر من 30 من الطاقم الطبي.
في 23 كانون الثاني تم الإبلاغ عن ثلاث حالات جديدة. استنادًا إلى المظاهر السريرية للحالات، جنبًا إلى جنب مع التاريخ الوبائي ونتائج الاختبارات المعملية، أكد فريق الخبراء الإقليميين أن هذه الحالات الثلاث هي حالات لالتهاب رئوي لعدوى فيروس كورونا جديد.
في 24 كانون الثاني أفادت لجنة مقاطعة سيتشوان للصحة أن هناك 7 حالات مؤكدة جديدة في سيتشوان.
في 25 كانون الثاني أفادت لجنة مقاطعة سيتشوان للصحة أن هناك 13 حالة مؤكدة جديدة في سيتشوان.
في 26 كانون الثاني أفادت لجنة مقاطعة سيتشوان للصحة أن هناك 16 حالة مؤكدة جديدة في سيتشوان. في اليوم نفسه، أفادت لجنة مقاطعة سيتشوان للصحة أنه تم تشخيص فيروس كورونا جديد في شخص عائد على عربة رقم 14 من قطار D361 المتجه من هانكو إلى تشنغدو الشرقية يوم 22 كانون الثاني، وشخص عائد من ووهان وانغ (ذكر، 43 سنة) على عربة رقم 10 من قطار D1825 المتجه من تشنغدو الشرقية إلى جنوب قوانغتشو، ومسافر في العربة رقم 03 من قطار D366 / 7 المتجه من ووهان إلى تشنغدو الشرقية في 19 كانون الثاني.
في 27 كانون الثاني أفادت لجنة مقاطعة سيتشوان للصحة أن هناك 25 حالة مؤكدة جديدة في سيتشوان.
في 28 كانون الثاني أفادت لجنة مقاطعة سيتشوان للصحة أن هناك 21 حالة مؤكدة جديدة في سيتشوان.
في 29 كانون الثاني أفادت لجنة مقاطعة سيتشوان للصحة أن هناك 18 حالة مؤكدة جديدة في سيتشوان.
في 30 كانون الثاني أفادت لجنة مقاطعة سيتشوان للصحة بوجود 34 حالة مؤكدة جديدة في سيتشوان.
في 31 كانون الثاني أفادت لجنة مقاطعة سيتشوان للصحة أن هناك 36 حالة مؤكدة جديدة في سيتشوان.

### شباط 2020
في 1 شباط أفادت لجنة مقاطعة سيتشوان للصحة أن هناك 30 حالة مؤكدة جديدة في مقاطعة سيتشوان.
في 2 شباط أفادت لجنة مقاطعة سيتشوان للصحة أن هناك 24 حالة مؤكدة جديدة في مقاطعة سيتشوان.
في 5 شباط أفادت لجنة مقاطعة سيتشوان للصحة أنه تم تأكيد 19 حالة جديدة في مقاطعة سيتشوان وأن 9 حالات جديدة قد تم علاجها وتسريحها. ومن بين الحالات المؤكدة حديثاً، كانت 5 حالات في تشنغدو، و 4 في داتشو، و 3 في بازهونغ، وحالتين في غارزي، وحالة في بانتشيهوا، وحالة في لوتشو، وحالة في نانشونغ، وحالة في يان، وحالة في ليانغشان. ومن بين الحالات التي تم علاجها حديثًا، كانت 7 حالات من تشنغدو، وحالة واحدة من ميانيانغ، وحالة واحدة من ميشان.
في 4 شباط أفادت لجنة مقاطعة سيتشوان للصحة أن هناك 28 حالة مؤكدة جديدة في مقاطعة سيتشوان.
في 7 شباط أفادت لجنة مقاطعة سيتشوان للصحة أن هناك 23 حالة مؤكدة جديدة، و 10 حالات جديدة تم علاجها تسريحها، ولم تحدث وفيات جديدة. ومن بين الحالات المؤكدة حديثًا، كانت 5 حالات في تشنغدو، و 5 في ولاية غارزي، و 3 في مدينة غوانجان، و 3 في مدينة داتشو، وحالة واحدة في مدينة لوتشو، وحالة واحدة في مدينة ميانيانغ، وحالة واحدة في مدينة نيجيانغ، وحالة واحدة في مدينة ليشان، وحالة واحدة في مدينة نانتشونغ، وحالة واحدة في مدينة ييبين، وحالة واحدة في مدينة باتشونغ. ومن بين الحالات الجديدة التي تم علاجها وتسريحها كانت 6 حالات في تشنغدو، و 3 في داتشو، وحالة واحدة في سوينينغ.
في 6 شباط أفادت لجنة مقاطعة سيتشوان للصحة أنه تم تأكيد 20 حالة جديدة في سيتشوان وتم علاج 4 حالات جديدة وتسريحها. ومن بين الحالات المؤكدة حديثاً، كانت 5 حالات في تشنغدو، و 4 في باتشونغ، و 3 في داتشو، وحالتين في لوتشو، وحالتين في غارزي، وحالة في ميانيانغ، وحالة في نيجيانغ، وحالة في نانتشونغ، وحالة في ييبين. ومن بين الحالات التي تم علاجها حديثًا، كانت اثنتان من تشنغدو وحالتان من نانتشونغ.
في 8 شباط أفادت لجنة مقاطعة سيتشوان للصحة أن هناك 19 حالة مؤكدة جديدة في مقاطعة سيتشوان، و 13 حالة جديدة تم علاجها وتسريحها، ولا توجد وفيات جديدة. ومن بين الحالات المؤكدة حديثاً، كانت 7 حالات في تشنغدو، وحالتان في داتشو، وحالتان في ليانغشان، وحالة واحدة في بانتشيهوا، وحالة واحدة في ديانغ، وحالة واحدة في ميانيانغ، وحالة واحدة في سوينينغ، وحالة واحدة في نانتشونغ، وحالة واحدة في غوانجان، وحالة واحدة في مدينة باتشونغ، وحالة واحدة في مدينة ميشان.
في 9 شباط أفادت لجنة مقاطعة سيتشوان للصحة أن هناك 23 حالة مؤكدة جديدة، و 10 حالات جديدة تم علاجها وتسريحها، ولم تحدث وفيات جديدة. ومن بين الحالات المؤكدة حديثاً، كانت هناك 11 حالة في تشنغدو، و 3 في شينغزو، و 3 في ديانغ، وحالتين في سوينينغ، وحالة في بانتشيهوا، وحالة في نانتشونغ، وحالة في ميشان، وحالة في زيانغ. ومن بين الحالات التي تم علاجها حديثًا، كانت 5 حالات من تشنغدو، وحالتين من لوتشو، وحالة واحدة من ميانيانغ، وحالة واحدة من نيجيانغ، وحالة واحدة من داتشو.
في 10 شباط أفادت لجنة مقاطعة سيتشوان للصحة أنه تم تأكيد 19 حالة جديدة في سيتشوان، وتم علاج 16 حالة جديدة تسريحها، ولم تحدث وفيات جديدة. ومن بين الحالات المؤكدة حديثاً، كانت هناك 6 حالات في ولاية غارزي، و 3 حالات في تشنغدو، و 3 حالات في داتشو، وحالتينن في سوينينغ، وحالة واحدة في شينغزو، وحالة واحدة في ميانيانغ، وحالة واحدة في نانتشونغ، وحالة واحدة في باتشونغ، وحالة واحدة في محافظة ليانغشان. ومن بين الحالات التي تم علاجها حديثًا، كانت 4 في مدينة بانتشيهوا، و 3 في مدينة تشنغدو، و 3 في مدينة ييبين، وواحدة في مدينة ميانيانغ، وواحدة في مدينة قوانغيوان، وواحدة في مدينة نانتشونغ، وواحدة في مدينة يان، وواحدة في مدينة زيانغ، وواحدة في محافظة ليانغشان. حتى الساعة الثانية عشر صباحًا من يوم 9 شباط ، تم الإبلاغ عن ما مجموعه 405 حالة مؤكدة من الالتهاب الرئوي لفيروس كورونا الجديد في المقاطعة، والتي تشمل 21 مدينة (ولايات) و 124 محافظة (مدن ومقاطعات). من بين الحالات المؤكدة، كانت هناك 123 حالة في تشنغدو، 33 في نانتشونغ، 28 في غوانجان، 28 في داتشو، 23 في غارزي، 22 في بازونغ، 21 في ميانيانغ ، 17 في نيجيانغ ، 17 في لوتشو، 16 في ديانغ، 13 في بانتشيهوا، و 10 في سوينينغ، و 10 في ليانغشان، و 9 في زيغونغ، و 9 في ييبين، و 7 في ميشان، و 6 في غوانغيوان، و 6 في يان ، و 3 في ليشان، و 3 حالات في مدينة زيانغ، وحالة واحدة في ولاية نغاوا.
في 11 شباط أفادت لجنة مقاطعة سيتشوان للصحة أنه تم تأكيد 12 حالة جديدة في مقاطعة سيتشوان، وتم علاج 6 حالات جديدة وتسريحها، ولم تحدث وفيات جديدة. ومن بين الحالات المؤكدة حديثا، كانت هناك 4 حالات في ولاية غارزي، وحالتان في مدينة غوانجان، وحالتان في مدينة داتشو، وحالة واحدة في مدينة تشنغدو، وحالة واحدة في مدينة لوتشو، وحالة واحدة في مدينة نيجيانغ، وحالة واحدة في مدينة نانتشونغ. ومن بين الحالات التي تم علاجها حديثًا، كانت 3 من تشنغدو، وحالتين من محافظة غارزي، وحالة واحدة من مدينة نانتشونغ. حتى الساعة الثامنة مساءً من يوم 10 شباط، أبلغت المقاطعة عن ما مجموعه 417 حالة مؤكدة من الالتهاب الرئوي لفيروس كورونا الجديد، و 17 حالة حرجة، و 82 حالة خروج من المستشفى، وموت حالة واحدة، و 6104 أشخاص يخضعون للمراقبة الطبية. وجميعها ضمن 21 مدينة (ولاية). ومن بين الحالات المؤكدة، كانت 124 في تشنغدو، و 34 في نانتشونغ، و 30 في غوانجان، و 30 في داتشو، و 27 في غارزي، و 22 في بازونغ، و 21 في ميانيانغ، و 18 في نيجيانغ، و 18 في لوتشو، و 16 في ديانغ، و 13 في بانتشيهوا، 10 في سوينينغ، 10 في ليانغشان، 9 في زيغونغ، 9 في ييبين، 7 في ميشان، 6 في غوانغيوان، 6 في يان، 3 في ليشان، 3 حالات في مدينة زيانغ وحالة واحدة في ولاية نغاوا.
خلال يوم 12 شباط، أفادت لجنة مقاطعة سيتشوان للصحة أنه تم تأكيد 15 حالة جديدة في سيتشوان، وتم علاج 8 حالات جديدة وتسريحها، ولم يتم الإبلاغ عن حالات وفاة جديدة. ومن بين الحالات المؤكدة حديثاً، كانت هناك 6 حالات في تشنغدو، و 3 في داتشو، وواحدة في ديانغ، وواحدة في نيجيانغ، وواحدة في نانشونغ، وواحدة في ييبين، وواحدة في يان، وواحدة في محافظة غارزي. ومن بين الحالات التي تم علاجها حديثاً، هناك حالتان في سوينينغ، وحالتان في غوانجان، وواحدة في تشنغدو، وواحدة في نيجيانغ، وواحدة في نانتشونغ، وواحدة في محافظة غارزي. حتى الساعة الثانية عشر صباحاً من يوم 12 شباط، تم الإبلاغ عن 451 حالة مؤكدة في مقاطعة سيتشوان، شملت 21 مدينة (مقاطعة) و 125 مقاطعة (مدن ومقاطعات). من بين 451 مريضاً تم تأكيدهم، تم إدخال 357 مريضاً وعزلهم (بما في ذلك 17 شخص مصابين بأمراض خطيرة)، وتم إخراج 93 منهم، وتوفي شخص واحد. تم الإفراج عن 1141 شخص من المراقبة الطبية في نفس اليوم، 5480 شخص تحت المراقبة الطبية.
خلال يوم 13 شباط، أفادت لجنة مقاطعة سيتشوان للصحة أنه تم تأكيد 12 حالة جديدة في سيتشوان، وتم علاج 12 حالة جديدة وتسريحها، ولم تحدث وفيات جديدة. ومن بين الحالات المؤكدة حديثاً، كانت هناك 6 حالات في ولاية غارزي، و 4 حالات في تشنغدو، وحالتان في مدينة باتشونغ. من بين الحالات التي تم علاجها حديثًا، كانت هناك اثنان من مدينة ليشان، وحالتان من مدينة غوانجان، وحالتان من محافظة ليانغشان، وواحدة من مدينة تشنغدو، وواحدة من مدينة بانتشيهوا، وواحدة من مدينة ميانيانغ، وواحدة من مدينة نانتشونغ، وواحدة من مدينة ميشان، وواحدة من مدينة زيانغ. حتى الساعة الثانية عشر صباحًا يوم 13 شباط ، تم الإبلاغ عن 463 حالة مؤكدة في مقاطعة سيتشوان، شملت 21 مدينة (مقاطعة) و 127 محافظة (مدن ومقاطعات). من بين 463 مريضاً تم تأكيدهم، تم إدخال 357 مريضاً إلى المستشفى (17 منهم مصابون بأمراض حرجة)، وتعافى 105، وتوفي شخص واحد. تم الإفراج عن 1067 شخصًا من المراقبة الطبية في نفس اليوم ، و5296 شخص تحت المراقبة الطبية.
خلال يوم 14 شباط ، أفادت لجنة مقاطعة سيتشوان للصحة أنه تم تأكيد 7 حالات جديدة في سيتشوان ، وتم علاج 10 حالات جديدة وتسريحها ، ولم تحدث وفيات جديدة. ومن بين الحالات المؤكدة حديثاً ، كانت 4 حالات في تشنغدو ، وواحدة في نيجيانغ ، وواحدة في محافظة غارزي ، وواحدة في محافظة ليانغشان. ومن بين الحالات التي تم علاجها حديثًا ، كانت 3 حالات في مدينة ييبين ، وحالتان في مدينة نيجيانغ ، وواحدة في مدينة تشنغدو ، وواحدة في مدينة غوانغيوان ، وواحدة في مدينة نانتشونغ ، وواحدة في مدينة غوانجان ، وواحدة في محافظة ليانغشان. حتى الساعة الثانية عشر صباحًا يوم 14 شباط ، تم الإبلاغ عن 470 حالة مؤكدة في المقاطعة ، تضم 21 مدينة (ولاية) و 127 محافظة (مدن ومقاطعات). من بين 470 مريضاً تم تأكيدهم ، تم نقل 354 إلى المستشفى وعزلهم (بما في ذلك 17 مصاباً بأمراض خطيرة)، وتم إخراج 115 منهم وتوفى شخص واحد. تم الإفراج عن 905 أشخاص من المراقية الطبية في نفس اليوم ، و 4907 أشخاص تحت المراقبة الطبية.
خلال يوم 15 شباط ، أفادت لجنة مقاطعة سيتشوان للصحة أنه تم تأكيد 11 حالة جديدة في سيتشوان ، وتم علاج 12 حالة وتسريحها ، و 60 حالة مشتبه فيها ، وحالتان متوفيتان. ومن بين الحالات المؤكدة حديثاً ، كانت هناك 6 حالات في ولاية غارزي ، وحالتان في مدينة سوينينغ ، وحالتان في مقاطعة ليانغشان ، وحالة واحدة في تشنغدو. حتى الساعة الثانية عشر صباحًا يوم 16 شباط ، تم تأكيد ما مجموعه 481 حالة في المقاطعة ، تشمل 21 مدينة (مقاطعة) و 128 مقاطعة (مدن ومقاطعات). من بين 481 مريضاً تم تأكيدهم ، تم إدخال 351 مريضاً إلى المستشفى وعزلهم (15 من المصابين بأمراض خطيرة)، وشُفي 127 منهم وتوفي 3. هناك 227 حالة مشتبه فيها. وتم الإفراج عن 1440 شخصًا من المراقبة الطبية في نفس اليوم ، و 4035 شخصًا تحت المراقبة الطبية.
خلال يوم 16 شباط ، أفادت لجنة مقاطعة سيتشوان للصحة أن هناك 14 حالة مؤكدة جديدة ، و 9 حالات جديدة تم علاجها وتسريحها ، و 40 حالة جديدة مشتبه فيها ، ولا توجد وفيات جديدة. ومن بين الحالات المؤكدة حديثًا ، كانت 7 من ولاية غارزي ، و 5 من مدينة سوينينغ ، وحالتين من مدينة داتشو. حتى الساعة الثانية عشر صباحًا من يوم 17 شباط ، تم تأكيد 495 حالة في مقاطعة سيتشوان ، تشمل 21 مدينة (ولاية). وهناك 102 محافظة (مدن ، مقاطعات) في حالة الوباء. من بين 495 مريضًا تم تأكيدهم ، تم إدخال 356 مريضًا وعزلهم (بما في ذلك 15 مصابًا بأمراض خطيرة)، وتم علاج وتسريح 136، وتوفي 3. هناك 191 حالة مشتبه فيها. تم الإفراج عن 1036 شخصًا من المراقبة الطبية في ذلك اليوم ، و 3563 شخصًا يتلقون حاليًا المراقبة الطبية.
خلال يوم 17 شباط ، أفادت لجنة مقاطعة سيتشوان للصحة أنه تم تأكيد 13 حالة جديدة في سيتشوان ، وتم علاج 27 حالة جديدة وتسريحها ، و 31 حالة مشتبه فيها ، ولم يتم الإبلاغ عن حالات وفاة جديدة. ومن بين الحالات المؤكدة حديثاً ، كانت هناك 5 حالات في ولاية غارزي ، و 3 حالات في مدينة بانتشيهوا ، و 3 حالات في مدينة نانتشونغ ، وحالة واحدة في مدينة ييبين ، وحالة واحدة في مدينة داتشو. حتى الساعة الثانية عشر صباحًا من يوم 18 شباط ، تم تأكيد 508 حالة في مقاطعة سيتشوان ، تضم 21 مدينة (ولاية). هناك 101 مقاطعة (مدن ، مقاطعات) في حالة الوباء. من بين 508 مريضاً تم تأكيدهم ، تم إدخال 342 إلى المستشفى وعزلهم (بما في ذلك 16 مصابًا بأمراض خطيرة)، وتم علاجهم وتسريحهم من المستشفى ، ومات 3 أشخاص. هناك 173 حالة مشتبه فيها. تم الإفراج عن 912 شخصًا من المراقبة الطبية في نفس اليوم ، و 3093 شخصًا يتلقون المراقبة الطبية.
خلال يوم 18 شباط ، أفادت لجنة مقاطعة سيتشوان للصحة أن هناك 6 حالات مؤكدة جديدة و 14 حالة شفاء جديدة وتسريحها و 40 حالة جديدة مشتبه بها ، ولا توجد وفيات جديدة. ومن بين الحالات المؤكدة حديثاً ، هناك 3 حالات في ولاية غارزي ، وواحدة في تشنغدو ، وواحدة في لوتشو ، وواحدة في داتشو. حتى الساعة الثانية عشر صباحًا من يوم 19 شباط ، تم تأكيد 514 حالة في مقاطعة سيتشوان ، تضم 21 مدينة (ولاية). هناك 98 مقاطعة (مدن ، مقاطعات) في حالة الوباء. ومن بين المرضى الـ 514 المؤكدين ، تم نقل 334 مريضًا وعزلهم (بما في ذلك 17 مصابًا بأمراض حرجة)، وتم علاج 177 وتسريح 3. هناك 130 حالة مشتبه فيها. تم إخراج 574 أشخاص من الراقبة الطبية في ذلك اليوم ، ويخضع 2768 شخصًا حاليًا للملاحظات الطبية.
خلال يوم 19 شباط ، أفادت لجنة مقاطعة سيتشوان للصحة أن هناك 6 حالات مؤكدة جديدة ، و 26 حالة شفاء جديدة وتسريحها من المستشفى ، و 21 حالة جديدة مشتبه فيها ، ولا توجد وفيات جديدة. ومن بين الحالات المؤكدة حديثاً ، كانت هناك 4 حالات في مدينة لوتشو وحالتان في ولاية غارزي. حتى الساعة الثانية عشر صباحًا من يوم 20 شباط ، تم تأكيد 520 حالة في مقاطعة سيتشوان ، تشمل 21 مدينة (ولاية). هناك 98 مقاطعة (مدن ، مقاطعات) في حالة الوباء. من بين 520 مريضاً تم تأكيدهم ، تم إدخال 319 إلى المستشفى وعزلهم (بما في ذلك 17 مصابًا بأمراض خطيرة)، وتعافى 198 منهم وخروجهم من المستشفى، وتوفي 3 أشخاص. هناك 113 حالة مشتبه فيها. تم الإفراج عن 606 أشخاص من المراقبة الطبية في نفس اليوم ، و 2458 شخصًا تحت المراقبة الطبية.
خلال يوم 20 شباط ، أفادت لجنة مقاطعة سيتشوان للصحة أنه تم تأكيد 5 حالات جديدة في مقاطعة سيتشوان ، وتم علاج 24 حالة جديدة وتسريحها ، وأضيفت 16 حالة مشتبه فيها ، ولم يتم الإبلاغ عن حالات وفاة جديدة. . ومن بين الحالات المؤكدة حديثاً ، حالتان في تشنغدو وواحدة في ديانغ وواحدة في داتشو وواحدة في محافظة غارزي. حتى الساعة الثانية عشر صباحًا من يوم 21 شباط ، تم تأكيد 525 حالة في مقاطعة سيتشوان ، تضم 21 مدينة (ولاية). هناك 101 مقاطعة (مدن ، مقاطعات) في حالة الوباء. من بين 525 مريضاً تم تأكيدهم ، تم إدخال 300 إلى المستشفى وعزلهم (بما في ذلك 18 مريضاً بشدة)، وتم علاج 222 منهم وتسريحهم من المستشفى ، وتوفي 3 أشخاص. هناك 84 حالة مشتبه بها. تم إخراج 599 شخصًا من المراقبة الطبية في نفس اليوم ، و 2111 شخصًا يتلقون المراقبة الطبية.

## استجابة الحكومة
في 22 كانون الثاني طلبت دائرة النقل في مقاطعة سيتشوان من شركات النقل تعليق نقل الركاب للرحلات الطويلة والنقل الداخلي بين المقاطعات إلى ووهان من ذلك اليوم. وبالنسبة لركاب الرحلات الطويلة وسائقي النقل الداخلي بين المقاطعات المستأجرين الذين مروا مؤخرًا عبر ووهان إجراء التسجيل وفقًا لمتطلبات إدارة الاسم الحقيقي للتحقيق بأثر رجعي.
في 24 كانون الثاني سنت سيتشوان الاستجابة من المستوى الأول للطوارئ للصحة العامة. وفي اليوم نفسه ، تم إغلاق العديد من مناطق الجذب السياحي بما في ذلك جبل إيمي أمام الجمهور.
في 25 كانون الثاني أعلنت سيتشوان أنها ستمنع أي جهة تتخصص بتقديم الطعام من تنظيم أي تجمعات لمنع انتشار الوباء.
في 6 شباط ، نفذت كل من يان ونييجيانغ إدارة مجتمعية. وتم تنفيذ هذا الإجراء من قبل تشنغدو ، سوينينغ ، وقوانغيوان في 7 شباط ،  وفي زيانج في 8 شباط ، وفي ديانغ وميانيانغ في 9 شباط.
في 25 شباط ، قامت سيتشوان بتعديل مستوى الاستجابة للطوارئ في مجال الصحة العامة إلى المستوى الثالث.
في 8 آذار ، أعيد فتح منطقة جبل تشينغتشنغ-دوجيانغيان أمام الجمهور.

## أحداث
في 6 شباط ، أفاد فرع منطقة جيالينغ بمكتب الأمن العام بمدينة نانتشونغ بمقاطعة سيتشوان عن 3 حالات قامت بإخفاء مريض مصاب بالالتهاب الرئوي لفيروس كورونا تم تشخيصه في ووهان أو رفض الخضوع للعزل ، مما أدى إلى عزل عدد كبير من الأشخاص. فتحت الشرطة قضيتين للتحقيق تشمل شخصين ، وتلقت قضية أمن عام تتعلق بشخص واحد. كان أحد الأشخاص قيد التحقيق هوأول مريض بأعراض شديدة ، واسمه صن. عاد بسيارته من ووهان إلى مسقط رأسه في بلدة جيآن مع عائلته في 20 كانون الثاني ، وحضر حفلة بي-نغاوا الريفية في اليوم التالي. في صباح يوم 22 كانون الثاني ، ذهب إلى مستشفى مدينة ليدو بسبب الحمى والسعال ، ثم عادت سيارة الركاب إلى المنزل. في 23 كانون الثاني ، بسبب تدهور حالته ، ذهب إلى مستشفى الشعب في منطقة جيالينغ. قام الطبيب بتشخيص إصابة جديدة بفيروس كورونا وطالب المريض بالعزل والعلاج. ومع ذلك ، غادر صن المستشفى بهدوء ، واستقل حافلة إلى المنزل. بعد ذلك تم أُجباره على العزل للعلاج ، وتم تشخيصه بالالتهاب الرئوي لفيروس كورونا الجديد. تعامل صن مع عدد كبير من الأشخاص في غضون أيام قليلة ، مما أدى إلى عزل عشرات الأشخاص الذين كانوا على اتصال جسدي وثيق معه.
في 12 شباط ، وفي فترة ما بعد الظهر ، رفض رجل شرطة مساعد يبلغ من العمر 21 عامًا من لواء شرطة المرور بمكتب الأمن العام في تشونغتشو التعاون مع متطوعي الوقاية من الأوبئة المجتمعية لتسجيل الهوية وأختلف معهم عندما اجتاز نقطة كيونغشيكياو للكشف عن الوباء في بلدة تشانغتشن ، بلدة لونغشينغ ، في مدينة تشونغتشو. وقد تم فصله في النهاية.

## روابط خارجية
- 四川省卫生健康委员会